# Эрба-Одескальки, Бенедетто
Бенедетто Эрба-Одескальки (итал. Benedetto Erba Odescalchi, лат. Benedictus Erba Odescalcus; 7 августа 1679, Комо, Ломбардия — 13 декабря 1740, Милан) — итальянский кардинал. Титулярный епископ Фессалоники с 18 декабря 1711 по 5 октября 1712. Архиепископ Милана с 5 октября 1712 по 6 декабря 1736. Кардинал-священник с титулом церкви Санти-Нерео-эд-Акиллео с 1 апреля 1715 по 9 января 1725. Кардинал-священник с титулом церкви Санти-XII-Апостоли с 29 января 1725 по 13 декабря 1740.

## Биография
Родился в семье сенатора Антонио Мария Эрба, племянника папы Иннокентия XI из рода Одескальки. Принял постриг в 1689 году.
В 1709 году, когда род Одескальки оказался на грани угасания, Бенедетто Эрба принял эту фамилию. Обучался в университет Падуи. В феврале 1700 стал доктором обоих прав и поступил на работу в администрацию Папской области: в 1706 году — референдарий апостольских трибуналов, в 1709 года был назначен вице-легатом в Ферраре, в 1710 — вице-легатом в Болонье.
В 1711 рукоположен в диакон. Затем — титулярный епископ Фессалоники (1711—1712), в 1712 стал помощником Папского престола. В том же году назначен папой римским Климентом XI апостольским нунцием в Речь Посполитую.
С 30 января 1713 — кардинал. Принимал участие в конклаве 1730 года, на котором вместо почившего Папы Бенедикта XIII был избран Климент XII. Основал духовную семинарию святого Иоанна в Милане.

## Покровитель искусств
Был покровителем культуры и искусства, коллекционером скульптуры и живописи, большая часть его картинной галереи сейчас находится на Епархиальном музее Милана, в том числе 41 портрет первых архиепископов Милана. Лично руководил восстановление купола и склепов миланской базилики Святого Амвросия, украсив её в стиле рококо.